# ジョーディ・マーフィー
ジョーディ・マーフィー（Jordi Murphy、1991年4月22日 - ）は、ユナイテッド・ラグビー・チャンピオンシップ、アルスターに所属するラグビーユニオン選手。

## プロフィール
- スペイン・バルセロナ出身。
- ポジションはフランカー(FL)、ナンバーエイト(No.8)。
- 身長 188cm、体重 105kg
- U20アイルランド代表に選ばれたことがある[1]。
- アイルランド代表キャップは30（2021年1月現在）でラグビーワールドカップ2015のアイルランド代表に選ばれた[2]。
- バーバリアンズに選ばれたことがある[3]。

## 略歴
レンスターを経て、2018年、アルスターに加入。 
2019年10月、ジャック・コナンの負傷に伴い、ラグビーワールドカップ2019のアイルランド代表に追加召集された。